# Amy LePeilbet
Amy Elizabeth LePeilbet (Spokane, Washington, 12 de març de 1982) és una jugadora de la selecció femenina de futbol dels Estats Units. Es va graduar en la Universitat Estatal d'Arizona.